# Gai Avidi Heliodor
Gai Avidi Helidor (llatí: Gaius Avidius Heliodorus), conegut també com a Heliodor de Síria (en grec antic: Ἡλιόδωρος, Hēliódōros), va ser un rètor de l'antiga Grècia, secretari privat de l'emperador Hadrià. Era natural de Cirros, a Síria.
Era contemporani i rival de Dionís de Milet, que es diu que li va dir: "l'emperador li podrà donar diners i honors, però no el pot convertir en un orador". Com a recompensa per les seves habilitats retòriques, fou nomenat per l'emperador prefecte d'Egipte, i sembla que es tracta del pare d'Avidi Cassi, usurpador del tron imperial romà durant el regnat de Marc Aureli. No hi ha dubte que aquest Heliodor és el mateix a qui Deli Espartià qualifica d'amic d'Hadrià, i diu que com tots els amics d'aquest emperador va ser maltractat per ell. Podria ser també l'Heliodor que és tractat de forma satírica pels epigramistes de l'Antologia grega.